# برادران وارنر سون آرتس
برادران وارنر سون آرتس (انگلیسی: Warner Bros. -Seven Arts) شرکت رسانه‌ای آمریکایی است، که در سال ۱۹۶۷ توسط جک وارنر تأسیس شد.